# Pat Fraley
Patrick Howard Fraley, detto Pat (Seattle, 18 febbraio 1949), è un doppiatore statunitense.

## Filmografia parziale
- Scooby-Doo va a Hollywood (1979)
- The Incredible Hulk - 13 episodi (1982-1983)
- The Dukes - 7 episodi (1983)
- SuperFriends: The Legendary Super Powers Show - 8 episodi (1984)
- Turbo Teen - 13 episodi (1984)
- I Piccoli - 16 episodi (1984-1985)
- Alvin rock 'n' roll - 10 episodi (1985)
- Galtar e la lancia d'oro - 21 episodi (1985-1986)
- Paw Paws - 21 episodi (1985-1986)
- G.I. Joe - 31 episodi (1985-1986)
- I campioni del wrestling - 23 episodi (1985-1986)
- Ghostbusters - 65 episodi (1986)
- Galaxy High School - 13 episodi (1986)
- Centurions - 65 episodi (1986)
- Iridella - 13 episodi (1984-1986)
- BraveStarr - 65 episodi (1987-1988)
- The Flintstone Kids - 34 episodi (1986-1988)
- Sceriffi delle stelle - 52 episodi (1987-1988)
- The Further Adventures of SuperTed - 13 episodi (1989)
- Che magnifico campeggio - 10 episodi (1989)
- Ti voglio bene, Denver - 50 episodi (1988-1989)
- Potsworth & Co. - 13 episodi (1990)
- Il mago di Oz - 13 episodi (1990)
- Bill & Ted's Excellent Adventures - 13 episodi (1990)
- New Kids on the Block - 15 episodi (1990)
- TaleSpin - 31 episodi (1990-1991)
- La leggenda del re pescatore (1991)
- Widget, un alieno per amico - 14 episodi (1990-1991)
- Where's Waldo? - 13 episodi (1991)
- Spacecats - 13 episodi (1991)
- ProStars - 13 episodi (1991)
- Yo Yogi! - 18 episodi (1991-1992)
- La famiglia Addams - 10 episodi (1992-1993)
- Wild West C.O.W.-Boys of Moo Mesa - 26 episodi (1992-1993)
- Bonkers - 9 episodi (1993-1994)
- Junior combinaguai - 26 episodi (1993-1994)
- What-a-Mess - 10 episodi (1995)
- Tartarughe Ninja alla riscossa - 152 episodi (1987-1996)
- Tiny Toy Stories (1996)
- The Tick - 19 episodi (1994-1996)
- Wing Commander Academy - 11 episodi (1996)
- Toy Story Treats - 15 episodi (1996)
- Bobby's World - 36 episodi (1990-1998)
- Zorro - 26 episodi (1997-1998)
- Spy Dogs - 13 episodi (1998-1999)
- The Brothers Flub - 16 episodi (1999)
- Men in Black: The Series - 46 episodi (1997-2001)
- Uno zoo in fuga (2006)
- Ant Bully - Una vita da formica (2006)
- Casper - Scuola di paura - film TV (2006)
- Io sono leggenda (2007)
- ChalkZone - 10 episodi (2002-2008)
- Happy Feet 2 (2011)
- Boxtrolls - Le scatole magiche (2014)
- La regina delle nevi 2 (2014)
- Rabbids: Invasion - 26 episodi (2019)